# Itamar Ben-Gvir
Itamar Ben-Gvir (hébreu : אִיתָמָר בֶּן גְּבִיר), né le 6 mai 1976 à Mevasseret Tsion, est un homme politique israélien dirigeant du parti d'extrême droite Force juive (en hébreu Otzma Yehudit).  
Dans les années 1990, il est membre du parti Kach et Kahane Chai, interdit de se présenter aux élections puis classé terroriste par les autorités israéliennes et américaines. Homophobe, antilibéral et antidémocrate, il croit en la suprématie de la loi divine et en celle du peuple juif. Considéré comme un symbole de l'extrême droite suprémaciste juive, Ben Gvir est poursuivi à de multiples reprises par la justice israélienne, notamment pour émeute, racisme et possession de propagande pour une organisation terroriste. 
Son parti Force juive réalise un score surprise aux élections législatives de 2021, puis à celles du 1er novembre 2022. Le Likoud de Benyamin Netanyahou s'allie avec lui pour obtenir une majorité et former un gouvernement. Itamar Ben-Gvir l'intègre en décembre 2022 comme ministre de la Sécurité nationale. Opposé à l'accord de cessez-le-feu avec le Hamas, il démissionne le 19 janvier 2025, avant d'être réintégré à la reprise des hostilités.

## Biographie

### Premiers engagements et carrière d'avocat
Il est né dans une famille de la petite bourgeoisie à Mevasseret Tsion, un faubourg de Jérusalem, d’un couple juif mizrahim irako-kurde qui n'est pas religieux ; il se distingue des pratiques familiales en portant la kippa dès l'adolescence.
Dans la foulée de la première intifada, il milite au sein de l'extrême droite israélienne à partir des années 1990, rejoignant d'abord le mouvement Moledet, favorable à la déportation des Palestiniens de citoyenneté israélienne hors du territoire, avant de rallier la mouvance kahaniste - les partis Kach et Kahane Chai, qui seront interdits en 1994 comme organisations terroristes.
L'armée israélienne refuse qu'il fasse son service militaire parce qu'il est considéré comme trop radical.
Profondément hostile au processus de paix engagé par la gauche israélienne, il fait parler de lui en 1995 lorsqu'il vole puis brandit à la télévision israélienne l’emblème d’une Cadillac, le véhicule du Premier ministre Yitzhak Rabin : « Nous avons eu sa voiture, et nous l’aurons lui aussi », lance-t-il ; Yitzhak Rabin sera assassiné quelques semaines plus tard par un militant d'extrême droite. Il déclare admirer Ygal Amir, l'assassin du Premier ministre Yitzhak Rabin, arrêté et condamné par la justice.
À la tête du groupe suprémaciste Front idéologique, il conduit en 1997 des « actions » aboutissant à l'annulation du concert de la chanteuse Sinéad O'Connor. Celle-ci devait se produire dans le cadre d’une série de manifestations culturelles de l’organisation pacifiste Jerusalem Link en faveur d'une résolution du conflit israélo-palestinien. L'organisatrice, Daphna Golan, dénonce « l’atmosphère de menaces qui prévaut à Jérusalem depuis l’assassinat de Yitzhak Rabin contre tous les artistes favorables à une coexistence pacifique entre Israéliens et Palestiniens ».
Il poursuit des études de droit à l'Ono Academic College qu'il termine avec uniquement un diplôme de premier cycle, avant de servir dans l'armée. 
Il devient avocat tardivement, en 2011. En tant qu'avocat, Itamar Ben-Gvir se spécialise dans la défense d'extrémistes accusés de violence contre des Palestiniens, tels que Ben-Zion Gopstein, ainsi que deux adolescents accusés d'avoir brûlé vifs un couple palestinien et leur bébé dans le village de Douma (en), fin juillet 2015. Début décembre 2015, il assiste personnellement à un mariage où des colons juifs armés poignardent la photo du nourrisson brûlé vif. Les colons ne seront pas condamnés, le procureur ayant perdu la vidéo originale de l'évènement.

### Carrière politique
Il a été l’assistant parlementaire du député Michael Ben-Ari, fondateur de Force juive. Il est actuellement député à la Knesset.
Son parti, Force juive (pouvant se traduire par Pouvoir juif), créé en 2012, est le successeur idéologique du parti Kach, une formation suprémaciste juive et raciste réclamant l’expulsion des citoyens arabes du pays et l’instauration d’une théocratie,. Force juive revendique l’annexion de toute la Cisjordanie mais sans accorder aux Palestiniens la citoyenneté israélienne, souhaite expulser d’Israël les citoyens arabes « déloyaux » et encourage les citoyens arabes en général à émigrer afin de renforcer le caractère juif d’Israël. Le parti insiste également sur la refonte du système judiciaire israélien afin de mettre l’accent sur les valeurs juives plutôt que sur les valeurs démocratiques, en particulier en ce qui concerne les droits des minorités.
Pendant la guerre de Gaza de 2014, Itamar Ben-Gvir est filmé en train de danser avec ses partisans qui chantent les paroles suivantes : « Gaza, Gaza, Gaza est un cimetière ! Il n'y a pas d'école à Gaza, parce qu'il n'y a plus d'enfants à Gaza ! »,,. 
À la tête de son parti, il organise des manifestations provocatrices dans des quartiers à forte proportion arabe, scandant avec ses partisans « mort aux terroristes ». Il lui arrive de brandir une arme lors de ce type d'action et appelle la police à ouvrir le feu à balles réelles en cas de heurts avec des manifestants arabes. Ses actions provocatrices lui assurent une forte médiatisation.
Il exposait jusqu'en 2020 dans son salon une photo de Baruch Goldstein, l'auteur du massacre d'Hébron. Il a déclaré l’avoir retirée en janvier 2020 après s’être aperçu que cela pouvait lui nuire politiquement. Il continue toutefois de revendiquer son admiration pour le terroriste.
En mai 2021, alors que des violences dans le quartier de Cheikh Jarrah, où des familles palestiniennes sont menacées d'expulsion, sont le prélude à un embrasement, Ben Gvir y établit son bureau parlementaire en soutien aux colons. En octobre 2021, alors que des heurts y opposent à nouveau colons, forces israéliennes et Palestiniens, Ben Gvir y brandit une arme à feu, et demande à la police de tirer à balles réelles sur les Arabes qui jettent des pierres.
Il tente depuis de présenter une image un peu plus modérée et un discours plus lisse, plus apaisé. Le général Dan Haloutz, ancien chef d'État-Major de Tsahal, estime qu'« il n'a pas changé et ne changera pas » et avertit que ses idées pourraient bien entrainer une guerre civile.
L'ancien Premier ministre Benyamin Netanyahou fait de lui son principal allié pour les élections législatives de 2022 et lui promet une place au gouvernement en cas de victoire.

#### Ministre de la Sécurité nationale
Il est nommé ministre de la Sécurité nationale dans le gouvernement de Benyamin Netanyahou investi le 29 décembre 2022. 
Le 3 janvier 2023 au matin, il se rend sur le mont du Temple. Il déclare à propos de cette visite : « Le mont du Temple est l’endroit le plus important pour le peuple d’Israël. Nous maintenons la liberté de mouvement pour les musulmans et les chrétiens, mais les juifs aussi montent sur le site ». Le grand-rabbin séfarade d'Israël, Yitzhak Yosef, critique cette visite sur le Mont du Temple, rappelant que le grand-rabbinat interdit depuis longtemps la visite du mont du Temple car celui-ci est trop saint pour que les Juifs y mettent les pieds. Yair Lapid, chef de l'opposition et précédent Premier ministre, déclare : « Voilà ce qui arrive lorsqu’un Premier ministre faible est forcé de donner des responsabilités à la personne la plus irresponsable du Moyen-Orient dans l’endroit le plus explosif du Moyen-Orient ». Cette visite est très fortement critiquée par la Jordanie, les Émirats arabes unis, l'Arabie saoudite, les États-Unis, la France et l'Union européenne. L'Autorité palestinienne qualifie cette visite de « provocation sans précédent ».
Le 8 janvier 2023, il prononce l'interdiction du drapeau palestinien dans l'espace public israélien. Pour contourner cette interdiction, des représentations de pastèques, devenues un symbole de l’identité palestinienne, sont alors utilisées lors des manifestations de l'opposition israélienne.
Il poursuit la politique d'expulsion massive des dizaines de milliers de Bédouins du Néguev qui demeurent encore isolés dans leurs villages ancestraux, mais non reconnus par l’État israélien. Les localités non reconnues sont notamment privées d’eau, d’électricité, de tout-à-l’égout et les incidents sont nombreux avec la police israélienne lors des démolitions de villages.
Le 4 février 2023, Itamar Ben Gvir annonce qu'il quittera le gouvernement s’il échoue à faire entendre ses demandes notamment l’établissement « d’une Garde nationale » et la peine de mort pour les terroristes palestiniens.
Il est critiqué en mars 2023 pour la violente répression des manifestations contre la réforme du système judiciaire, au cours desquelles la foule a été visée par des jets indiscriminés de grenades assourdissantes.
Il annonce le 27 mars 2023 soutenir l’appel à une pause dans le projet  de réforme judiciaire gouvernemental en échange de la promesse qu’il pourrait mettre sur pied sa « garde nationale », qu’il réclame depuis longtemps, intention que dénonce le ministre de la Défense Yoav Galant dans une lettre à Ben Gvir le 10 août 2023. 
Son directeur de cabinet, Chanamel Dorfman, fait scandale en juin 2023 en urinant sur les lieux du meurtre de cinq Palestiniens, près de Nazareth.
Durant la guerre à Gaza depuis 2023, Itamar Ben Gvir, ministre de la Sécurité nationale, appelle à une recolonisation israélienne de Gaza, une fois la guerre terminée, et propose d'« encourager » les Gazaouis à émigrer (le 1er janvier 2024). De nombreux pays condamnent ses propos, qualifiés d'« incendiaires ». Le Haut Commissaire de l'ONU aux droits de l'homme, Volker Türk, souligne que les déplacements forcés de population sont interdits par le droit international humanitaire.
En tant que ministre chargé des prisons, il adopte des directives durcissant les conditions de détention des prisonniers palestiniens après le début de la guerre. En cinq mois, le nombre de Palestiniens emprisonnés en Israël, hors ceux de droits communs, double, passant à 9 500, dont 3 550 dits « administratifs » (des personnes incarcérées sans charges ni limite de temps). Les cellules sont surpeuplées, les radios ont été confisquées et l’électricité coupée, les couvertures et le matériel d’entretien manquent. La Croix-Rouge n’a plus accès aux prisonniers. La directrice de l'ONG israélienne Hamoked indique : « Nous n’avons jamais vu un tel niveau d’abus. Les prisonniers ne reçoivent pas assez de nourriture. Parmi ceux que nous avons rencontrés, certains ont perdu 20 kg ». Une autre ONG, Médecins pour les droits humains, qui a assisté à des autopsies, indique que des détenus ont succombé à un manque de soins. De nombreux témoignages font état de violences et de menaces, y compris de viols. 
Le 14 mars 2024, son cabinet se félicite de la sanction (un blâme et trois jours d'emprisonnement) infligée au gardien de prison qui avait osé servir au prisonnier politique palestinien Marwan Barghouti la même nourriture qu'aux détenus juifs (à savoir un ragoût avec de la viande),. En effet, dans les prisons israéliennes, les détenus comme Barghouti sont soumis à un régime alimentaire végétarien strict. 
Le 26 avril 2024, il est victime d'un accident de la route à Ramla et est légèrement blessé. Sa voiture est entrée en collision avec une autre alors qu'il se rendait sur le lieu d'une attaque au couteau pour superviser le travail de la police,,. Alors que le véhicule du ministre quittait les lieux, le chauffeur avait grillé un feu rouge suivant les instructions du ministre, frappant de plein fouet la voiture de Domatov qui traversait le carrefour, sa voie étant passée au vert. Domatov a indiqué que sa vie avait été détruite depuis l’accident alors qu’il a entrepris un processus de rééducation long et difficile. 
Le 19 janvier 2025, trouvant « scandaleux » l'accord de cessez-le-feu avec le Hamas, il démissionne du gouvernement avec les deux autres ministres appartenant à Otzma Yehudit, ce parti ne faisant donc plus partie de coalition gouvernementale qui conserve toutefois une majorité de 63 sièges sur 120 à la Knesset. Il quitte son poste le 21 janvier.
Le 19 mars, alors que le gouvernement de Netanyahu, ayant à peine la majorité absolue à la Knesset pour faire passer le budget, est menacé de tomber, Ben Gvir est réintégré au gouvernement, dans le contexte de la rupture du cessez-le-feu à Gaza, après des tractations entre le Likoud et Force juive.
Le 10 juin, Ben Gvir et son homologue aux Finances, Bezalel Smotrich, sont sanctionnés par le Canada, le Royaume-Uni, l'Australie, la Nouvelle-Zélande et la Norvège. Ces sanctions sont dénoncées par les États-Unis.

## Condamnations par la justice
Il a été « inculpé plus de 50 fois » pour incitation à la violence ou pour des discours de haine. Il est condamné en 2007 pour « soutien à un groupe terroriste ».
Ben-Gvir affirme avoir passé tellement de temps dans les tribunaux que c'est ainsi qu'il a décidé de devenir avocat. Le barreau israélien tentera de l'empêcher d'exercer.

## Idéologie
Itamar Ben-Gvir est suprémaciste juif,,. D'après Le Monde, il est « homophobe, antilibéral et antidémocrate, il croit en la suprématie de la loi divine et en celle du peuple juif. ». Comme le grand-rabbin séfarade Ovadia Yosef, il considère les Gentils (c'est-à-dire toutes les personnes non-juives) comme inférieurs aux Juifs, estimant que Dieu les a créés dans le seul but qu'ils puissent devenir les esclaves des Juifs. Selon la sociologue Eva Illouz, il affiche un « mépris ouvert pour les normes et les institutions démocratiques ». 
Sur le plan institutionnel, il souhaite limiter la possibilité pour la Cour suprême d'invalider les lois votées par la Knesset. Il milite également pour intégrer davantage d'éléments de loi juive halakhique dans le système judiciaire.
Il vit dans une colonie israélienne et sioniste en Cisjordanie, Kyriat Arba, et œuvre en faveur de la judaïsation de Jérusalem. Il affirme que les Israéliens juifs sont victimes de la part des Palestiniens de violences équivalentes à celles qui ont affecté les Juifs d'Europe orientale et centrale aux XIXe et XXe siècles. Après que le Canada a sanctionné des colons israéliens le 27 juin 2024, Ben-Gvir déclare : « La décision prise aujourd’hui par le gouvernement canadien de harceler des colons est une décision clairement antisémite. »
Itamar Ben Gvir est un disciple de Meir Kahane ; de ce fait, il est favorable au « transfert », c'est-à-dire à l'expulsion des Palestiniens qui ont la nationalité israélienne. D'après Sylvain Cypel, « la particularité de Itamar Ben Gvir, au-delà de son activisme colonial, réside dans l’offensive qu’il mène contre les Palestiniens citoyens d’Israël », qu'il présente comme une cinquième colonne. 
Dans sa jeunesse, il a été partisan du terrorisme juif.

## Vie privée
Il est marié avec Ayala Ben-Gvir (née Nimrodi) depuis le 6 septembre 2004. Ils ont six enfants et sont domiciliés en Cisjordanie dans la colonie de Kiryat Arba, bastion de l'extrême droite israélienne. Ayala était, elle aussi, une militante kahaniste durant sa jeunesse. Elle et Ben Gvir se sont rencontrés vers 2002 alors qu'elle avait 15 ans et lui 26. Lors de leur premier rendez-vous, ils auraient fait un pèlerinage sur la tombe de Baruch Goldstein.